# St.-Georgs-Kloster (Nowgorod)

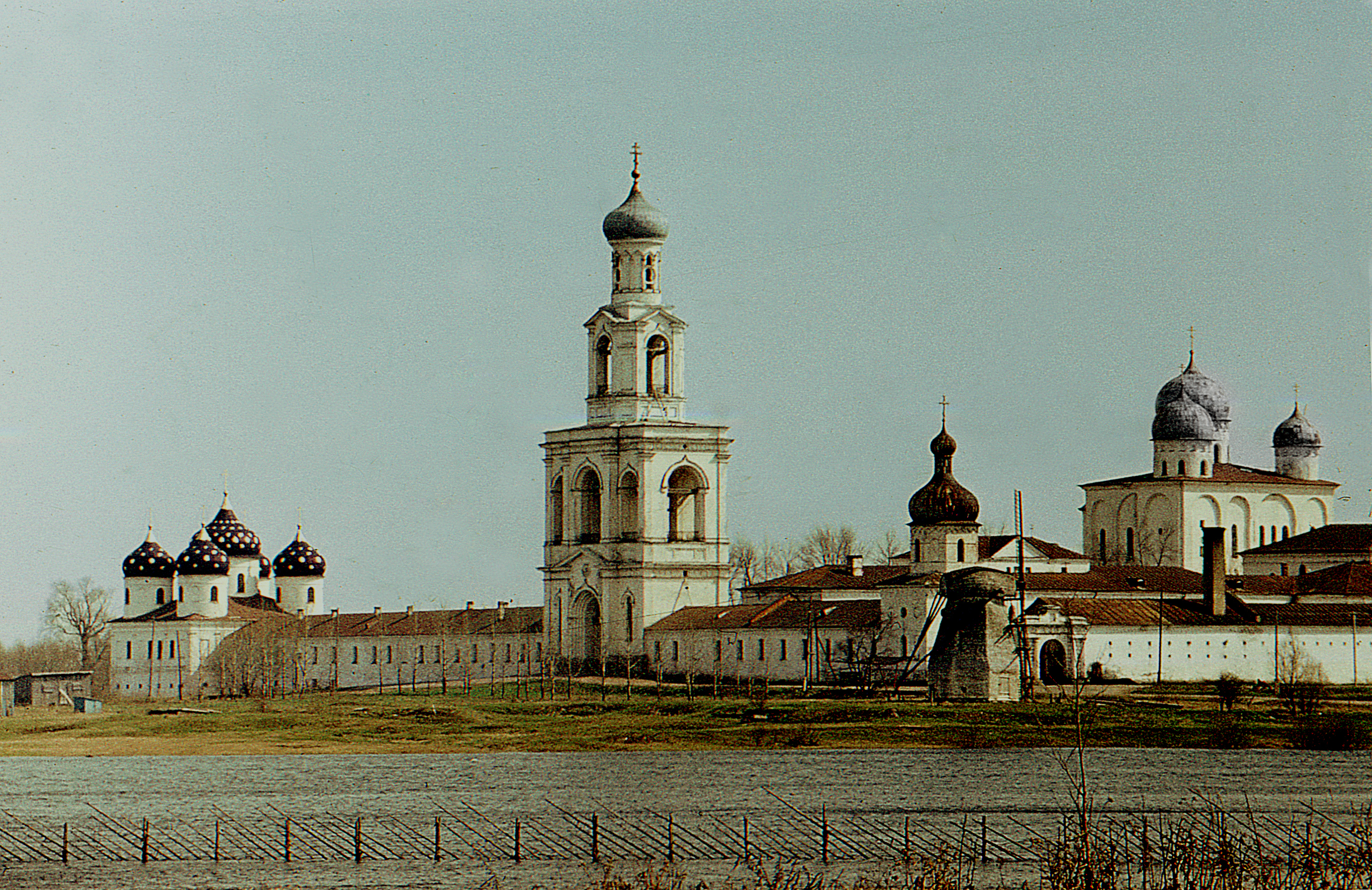
St.-Georgs-Kloster

Das St.-Georgs-Kloster oder Jurjew-Kloster (russisch Свято-Юрьев монастырь) ist ein russisch-orthodoxes Kloster bei Weliki Nowgorod in Russland. Es ist eines der ältesten Klöster der Kiewer Rus und gehört heute zum UNESCO-Weltkulturerbe mit der Altstadt von Nowgorod.
Das Kloster soll 1030 von Großfürst Jaroslaw dem Weisen (Taufname Georg) gegründet worden sein. Für 1119 wurde es erstmals schriftlich erwähnt.
Zum Kloster gehören
- St.-Georgs-Kathedrale (1119–1130 erbaut)
- Kreuzerhöhungskathedrale (1823)
- Erlöserkathedrale (1823–1824)
- Erzengel-Michael-Kirche (1763)
- Glockenturm (1838)